# Way Mengaku
Way Mengaku is een bestuurslaag in het regentschap Lampung Barat van de provincie Lampung, Indonesië. Way Mengaku telt 6460 inwoners (volkstelling 2010).